# 11321 Tosimatumoto
11321 Tosimatumoto (1995 DE1) là một tiểu hành tinh vành đai chính được phát hiện ngày 21 tháng 2 năm 1995 bởi T. Seki ở Geisei.